# 吉野川大橋
吉野川大橋（よしのがわおおはし）は一級河川・吉野川の河口にかかる連続鋼床版箱桁橋である。

## 概要
徳島県徳島市東吉野町（右岸）と同市川内町（左岸）を結んでいる。全長1,137mで、3車線の橋が2本並行しており、この2本をまとめて吉野川大橋と呼ぶ。都合上下6車線が供用されている。南岸には徳島市民吉野川運動広場がある。
1972年（昭和47年）に1本目の橋が完成して3車線を北向き1車線、南向き2車線で暫定使用を開始したが、交通量の増加には対応できず交通渋滞が解消するには2本目の完成が必要だった。1986年（昭和61年）に2本目の橋が完成し、上流側の1本目の橋が北向き車線、下流側の2本目の橋が南向き車線となり片側3車線となった。
約1.4km上流には吉野川橋が架かっているが、吉野川大橋が開通する以前はその橋が徳島・鳴門間のメインルートであった。吉野川大橋の開通時には仮称で新吉野川橋と呼ばれたこともある。

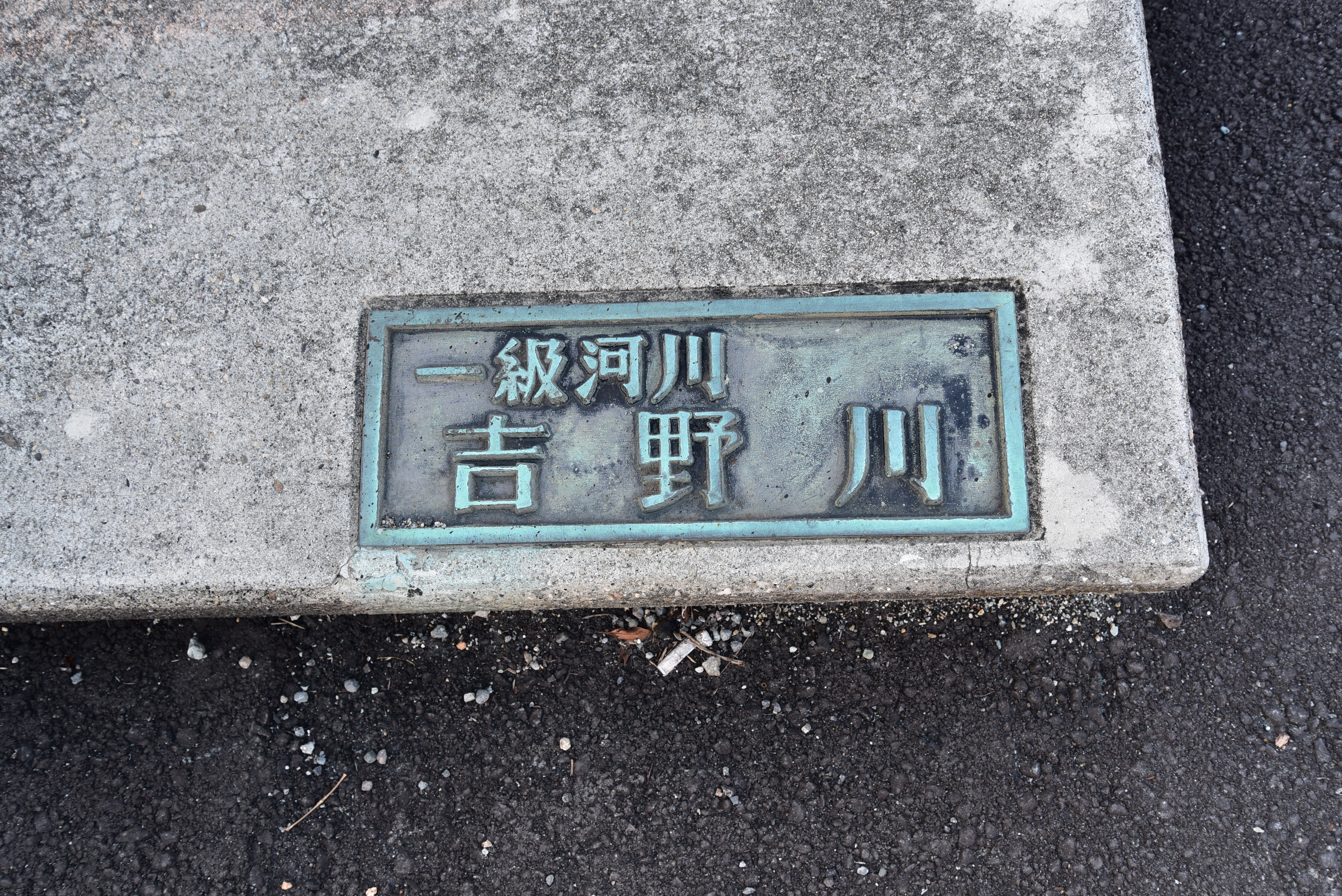
一級河川 吉野川の標識

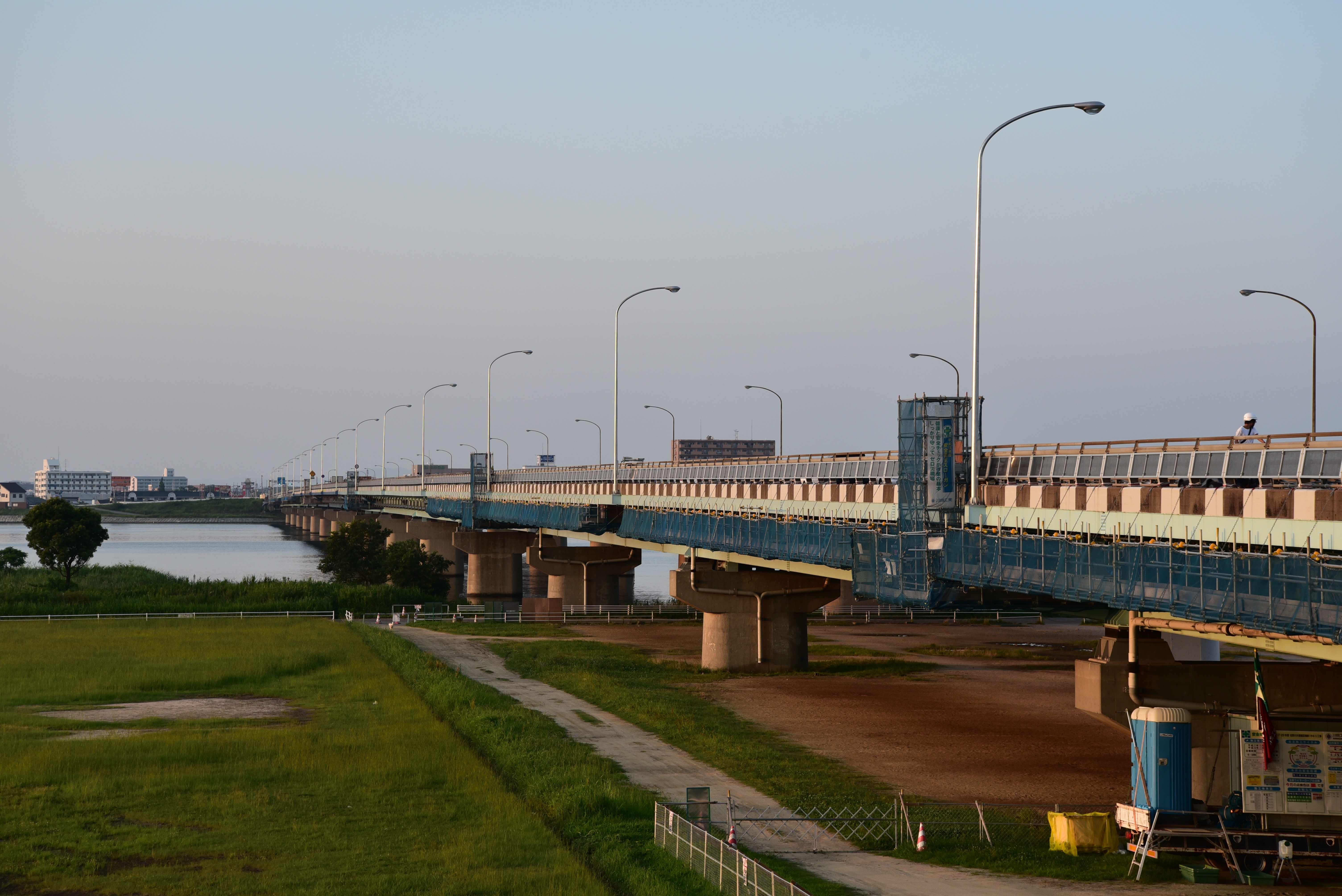
吉野川大橋を歩道から撮影

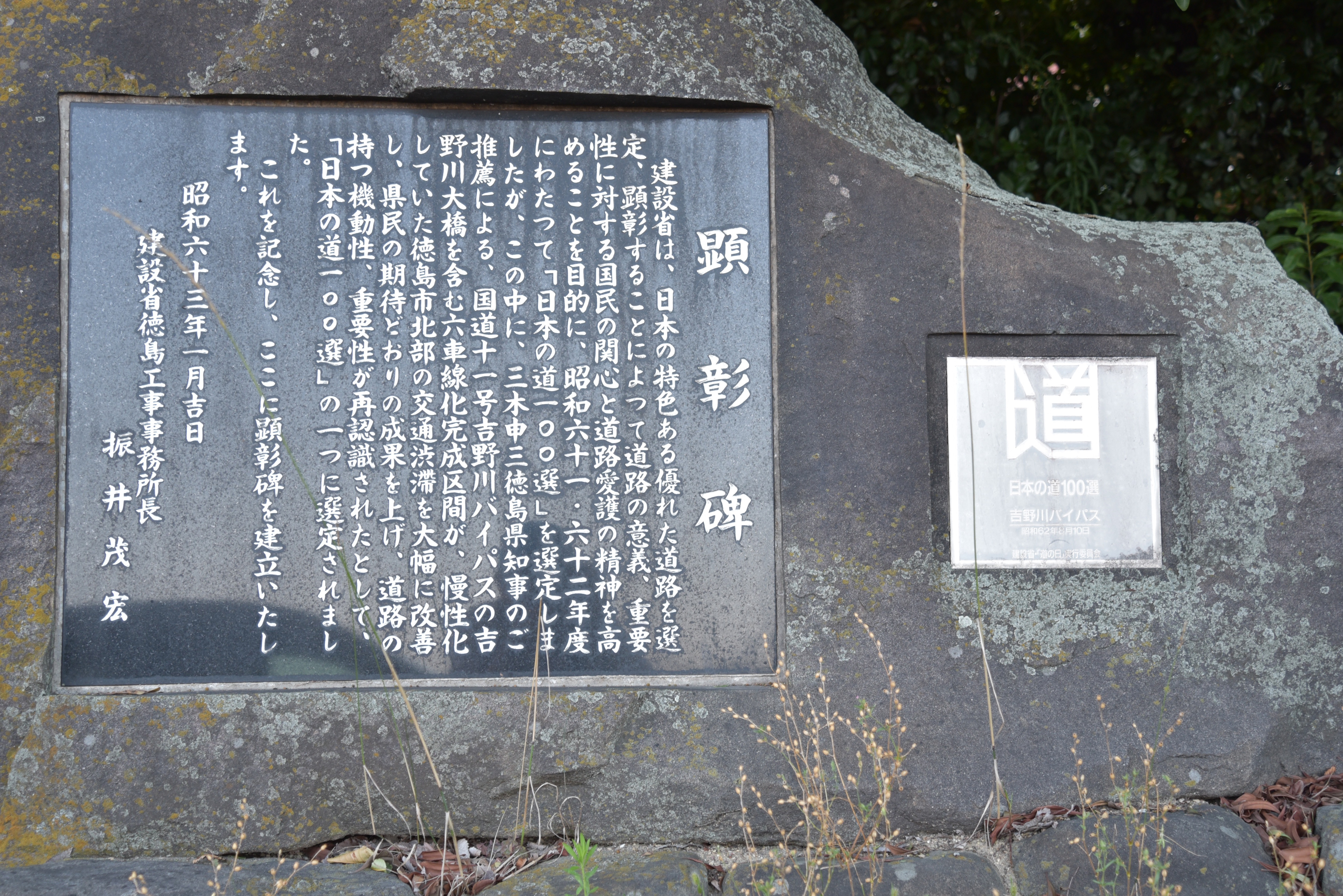
日本の道百選の顕彰碑

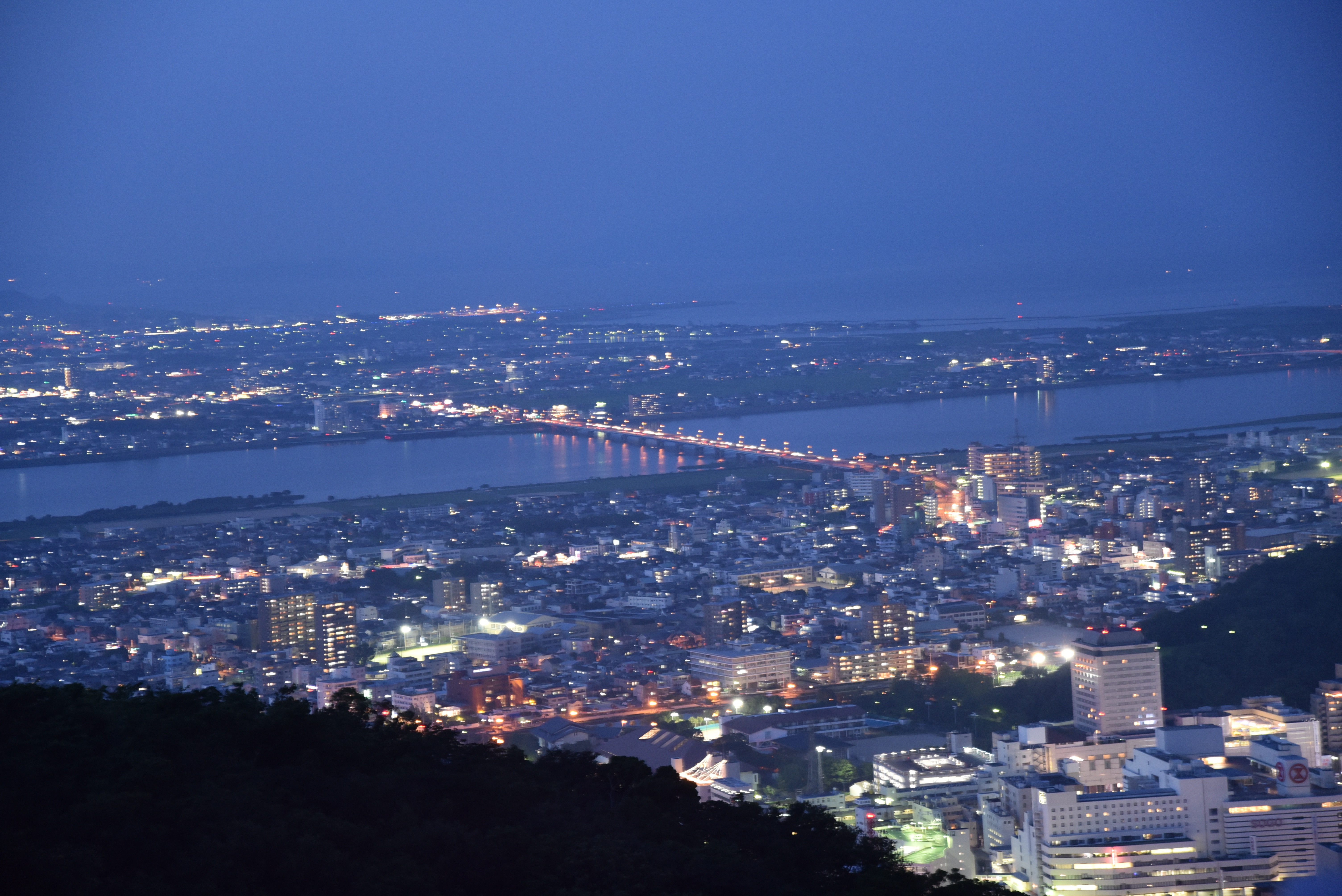
眉山公園から見た吉野川大橋

## 道路名
- 国道11号（吉野川バイパス）

## 橋長
- 1137.0 m

## 制限速度
- 60 km/h（標識により現示）

「横風注意」の警戒標識や、風速・気温の電光掲示板が設置されている。風速のほかに気温が表示されるのは、冬季の深夜・早朝に路面が凍結する可能性があり、注意を促すためである。

## 交通量
- 81,000台/日（自動車）
- 1,000台/日（自転車）

市内へ通学する高校生を中心とした自転車の通行も多く、欄干には横風を防ぐための工夫が施されている。

## 歴史
- 1968年 着工
- 1972年 現在の北行き橋が暫定供用開始（南行き2車線、北行き1車線）
- 1986年 現在の南行き橋が完成し、南北方向が夫々3車線になる
- 1987年 吉野川大橋を含む吉野川バイパスが、日本の道百選に選定される（区間 徳島市吉野町〜徳島市川内町 4.0 km）
- 1999年 南行き橋を改良し、南詰交差点の手前に左折専用車線が増設される

## 隣の橋梁
吉野川（徳島市）
（第十堰<<）名田橋 - 四国三郎橋 - 高徳線吉野川橋梁 - 吉野川橋 - 吉野川大橋 - 阿波しらさぎ大橋 - 吉野川サンライズ大橋（>>紀伊水道）

## 鈴江の渡し
吉野川大橋がある場所には第二次世界大戦の終戦近くまで鈴江の渡しがあった。この鈴江の渡しでは1939年（昭和14年）に船が転覆し、旧制徳島女学校（現徳島県立城東高等学校）の生徒一人が亡くなる水難事故が起きている。